# Bipiramide stellata
In geometria solida, la bipiramide stellata è un poliedro costruito come una bipiramide a partire da un poligono centrale orizzontale: qui tale poligono è però stellato.

## Descrizione
Una bipiramide è costruita a partire da un poligono regolare {\displaystyle P} con {\displaystyle n} lati, e da due vertici {\displaystyle v_{1}}e {\displaystyle v_{2}} posizionati a uguale distanza sopra e sotto il centro del poligono. Le facce del poligono sono i triangoli isosceli che hanno come base uno spigolo di {\displaystyle P} e come vertice opposto {\displaystyle v_{1}} oppure {\displaystyle v_{2}}. In totale sono {\displaystyle 2n}.
Una bipiramide stellata è costruita allo stesso modo: unica differenza, il poligono {\displaystyle P} è stellato. Il poliedro che ne risulta ha sempre {\displaystyle 2n} triangoli isosceli come facce: alcuni di questi però si intersecano. 

## Proprietà

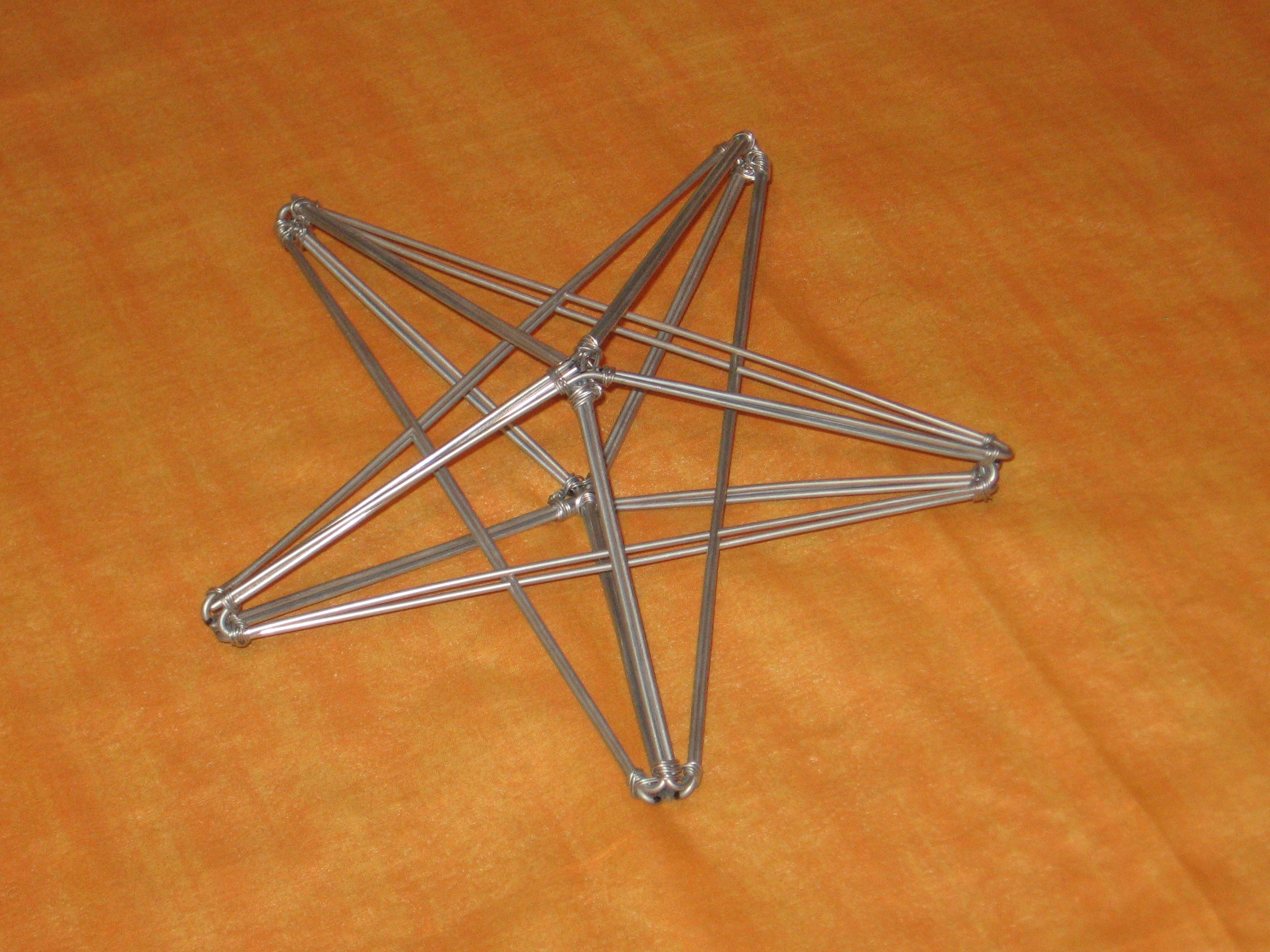
Bipiramide stellata pentagonale

Si tratta in di un poliedro non convesso. Alcune delle sue facce si intersecano.
Esiste una bipiramide stellata per ogni poligono stellato {\displaystyle P} con {\displaystyle n} lati. La più semplice è quindi quella pentagonale, con {\displaystyle n=5} lati. Per {\displaystyle n>5}, possono esistere più poligoni regolari stellati con lo stesso numero {\displaystyle n} di lati. Quando {\displaystyle n} è un numero composto, in alcuni casi il poliedro risulta essere unione di due poliedri distinti: si tratta cioè di un poliedro composto.
Benché non siano poliedri convessi, per le bipiramidi stellate vale comunque la relazione di Eulero
{\displaystyle V-S+F=2}
fra i numeri di vertici, spigoli e facce.
I poliedri duali delle bipiramidi stellate sono i prismi stellati.